# Ключи (Красноармейский район)
Ключи (нем. Moor) — село в Красноармейском районе Саратовской области, в составе Карамышского муниципального образования. Основано немецкими переселенцами в 1766 году.
Население — 543 чел. (2013).

## Название
Название Ключи присвоено по указу от 26 февраля 1768 года. Немецкое название Моор присвоено по фамилии первого сельского старосты.

## История
Основано немецкими переселенцами в 1767 году как лютеранско-реформатское село. Первые 79 семей прибыли из Пфальца, Изенбурга и Гессена. Лютеранско-реформатская церковная община относилась к приходу Усть-Золиха (Мессер). Первая деревянная церковь построена в 1798 году, перестроена в 1832—1833 годах. В 1856 году освящена новая церковь. Часть жителей составляли баптисты.
К середине XIX века население села превысило 2000 человек. Во второй половине XIX века часть населения эмигрирует. В 1859 году 463 жителя выехали в Самарскую губернию, в 1874—1875 годах в Америку 31 человек и в 1886 году ещё 32 человека, в 1875 году 6 человек выехало на Кавказ. В начале XX века часть жителей переезжает в Сибирь: выходцами из села была основана деревня Грибановка (Омская область).
В 1886 году в селе действовало 23 промышленных заведения и 5 лавок. В селении были выстроены два деревянных крытых железом, общественных хлебозапасных магазина. Выращивали в основном пшеницу, вполовину меньше сеяли рожь, в небольшом количестве — овёс, ячмень, лён, подсолнечник. Хлеб продавали в Сосновке и селе Золотом. Действовало две школы: церковно-приходская и товарищеская. В 1894 году было три сарпинковых заведения, около 500 человек были заняты тканьём сарпинки.
Во время голода 1921 года родилось 165 человек, умерло — 730. В 1926 году имелись кооперативная лавка, сельскохозяйственное кредитное товарищество, начальная школа. Село было административным центром Моорского сельского совета. Название Моор официально возвращено в 1927 году. В годы коллективизации был организован колхоз «Вторая пятилетка». В 1931 году имелась сарпиноткацкая артель.

В сентябре 1941 года немецкое население депортировано на восток. В 1944 году колхоз «Вторая пятилетка» был преобразован в совхоз «Ключевской». В последующие годы были выстроены телятник, кузница, медпункт, баня, детский сад. В 1976 году в хозяйстве насчитывалось 2400 голов крупного рогатого скота, 10 тыс. свиней.
В 1990-е годы вместо совхоза возникли мелкие хозяйства СПК «Русское поле», КФХ Прокопов, ОАО МТС «Хлебороб». Сохранилась школа, детский сад, фельдшерско-акушерский пункт, клуб, почтовое отделение, магазины, открылась пекарня, проведено освещение села.

## Физико-географическая характеристика
Село находится в лесостепи, в пределах Приволжской возвышенности, являющейся частью Восточно-Европейской равнины, на правом берегу небольшой речки — притока реки Голый Карамыш. Высота центра населённого пункта — 198 метров над уровнем моря. Почвы — чернозёмы южные.
Ключи расположены в 86 км к югу от Саратова и 7 км к югу от районного центра города Красноармейск, административный центр сельского поселения посёлок Карамыш расположен в 20 км к западу от села.
Климат
Климат умеренный континентальный (согласно классификации климатов Кёппена — влажный континентальный климат (Dfb) с тёплым летом и холодной и продолжительной зимой). Многолетняя норма осадков — 420 мм. Наибольшее количество осадков выпадает в июне — 46 мм, наименьшее в марте — 23 мм. Среднегодовая температура положительная и составляет + 5,9 С, средняя температура самого холодного месяца января −10,6 С, самого жаркого месяца июля +21,8 С.

Ключи (Красноармейский район)

Часовой пояс
Ключи, как и вся Саратовская область, находится в часовой зоне МСК+1. Смещение применяемого времени относительно UTC составляет +4:00.

## Население
Динамика численности населения
| 1987 | 2002 |
| ---- | ---- |
| ≈430 | 559  |

| 1767  | 1773  | 1788  | 1798  | 1816  | 1834  | 1850  |
| ----- | ----- | ----- | ----- | ----- | ----- | ----- |
| 260   | ↗276  | ↗420  | ↗510  | ↗866  | ↗1513 | ↗2181 |
| 1859  | 1886  | 1897  | 1905  | 1911  | 1920  | 1922  |
| ↗2653 | ↗3069 | ↗3109 | ↗5370 | ↗5998 | ↘4832 | ↘3599 |
| 1923  | 1926  | 1931  | 2002  | 2010  | 2012  | 2013  |
| ↘3333 | ↗3719 | ↗3842 | ↘561  | ↘557  | ↘554  | ↘543  |